# Török férfi kézilabda-bajnokság (első osztály)
A Süper Ligi a legmagasabb osztályú török férfi kézilabda-bajnokság. A bajnokságot 1979 óta rendezik meg. Jelenleg tizenegy csapat játszik a bajnokságban, a legeredményesebb klub, egyben a címvédő a Beşiktaş JK.

## Kispályás bajnokságok
| Év   | 1. hely                                           | 2. hely                                           | 3. hely                                           |
| ---- | ------------------------------------------------- | ------------------------------------------------- | ------------------------------------------------- |
| 1979 | MTA Ankara                                        |                                                   |                                                   |
| 1980 | MTA Ankara                                        |                                                   |                                                   |
| 1981 | Beşiktaş JK                                       | MTA Ankara                                        |                                                   |
| 1982 | Beşiktaş JK                                       | İstanbul Bankası Yenişehir                        |                                                   |
| 1983 | İstanbul Bankası Yenişehir                        | Vefa İstanbul                                     | Arçelik İstanbul                                  |
| 1984 | İstanbul Bankası Yenişehir                        | Vefa İstanbul                                     |                                                   |
| 1985 | Hortaş Yenişehir                                  |                                                   |                                                   |
| 1986 | Tarsus İdman Yurdu Erkutspor                      |                                                   |                                                   |
| 1987 | Halk Bankası Ankara                               | Konya YSE SK                                      |                                                   |
| 1988 | Halk Bankası Ankara                               |                                                   |                                                   |
| 1989 | Arçelik İstanbul                                  |                                                   |                                                   |
| 1990 | Eti Bisküvileri Eskişehir                         | Halk Bankası Ankara                               |                                                   |
| 1991 | Eti Bisküvileri Eskişehir                         | Halk Bankası Ankara                               |                                                   |
| 1992 | Halk Bankası Ankara                               |                                                   |                                                   |
| 1993 | Eti Bisküvileri Eskişehir                         |                                                   |                                                   |
| 1994 | Halk Bankası Ankara                               | Çankaya Belediyesi Ankara                         |                                                   |
| 1995 | Çankaya Belediyesi Ankara                         |                                                   |                                                   |
| 1996 | Çankaya Belediyesi Ankara                         | Beşiktaş JK                                       |                                                   |
| 1997 | Çankaya Belediyesi Ankara                         |                                                   | Beşiktaş JK                                       |
| 1998 | ASKİ Ankara                                       | Çankaya Belediyesi Ankara                         | Beşiktaş JK                                       |
| 1999 | Çankaya Belediyesi Ankara                         | Diyarbakır Polisgücü                              | Beşiktaş JK                                       |
| 2000 | ASKİ Ankara                                       | Çankaya Belediyesi Ankara                         | Beşiktaş JK                                       |
| 2001 | ASKİ Ankara                                       |                                                   | Beşiktaş JK                                       |
| 2002 | ASKİ Ankara                                       |                                                   |                                                   |
| 2003 | ASKİ Ankara                                       | Çankaya Belediyesi Ankara                         | Beşiktaş JK                                       |
| 2004 | ASKİ Ankara                                       |                                                   |                                                   |
| 2005 | Beşiktaş JK                                       | Çankaya Belediyesi Ankara                         | Milli Piyango SK                                  |
| 2006 | Milli Piyango SK                                  | Çankaya Belediyesi Ankara                         | Beşiktaş JK                                       |
| 2007 | Beşiktaş JK                                       | Milli Piyango SK                                  |                                                   |
| 2008 | İzmir Büyükşehir Belediyesi                       | Milli Piyango SK                                  | Beşiktaş JK                                       |
| 2009 | Beşiktaş JK                                       | İzmir Büyükşehir Belediyesi                       | Milli Piyango SK                                  |
| 2010 | Beşiktaş JK                                       | İzmir Büyükşehir Belediyesi                       | Büyükşehir Belediyesi Ankaraspor                  |
| 2011 | Beşiktaş JK                                       | İzmir Büyükşehir Belediyesi                       | Büyükşehir Belediyesi Ankaraspor                  |
| 2012 | Beşiktaş JK                                       | Büyükşehir Belediyesi Ankaraspor                  | Milli Piyango SK                                  |
| 2013 | Beşiktaş JK                                       | Büyükşehir Belediyesi Ankaraspor                  | Bursa Nilüfer Belediye                            |
| 2014 | Beşiktaş JK                                       | Ankara İl Özel İdare SK                           | Büyükşehir Belediyesi Ankaraspor                  |
| 2015 | Beşiktaş JK                                       | Büyükşehir Belediyesi Ankaraspor                  | Bursa Nilüfer Belediye                            |
| 2016 | Beşiktaş JK                                       | Büyükşehir Belediyesi Ankaraspor                  | Amasya Taşova SK                                  |
| 2017 | Beşiktaş JK                                       | Beykoz Belediyesi GSK                             | Göztepe SK İzmir                                  |
| 2018 | Beşiktaş JK                                       | Büyükşehir Belediyesi Ankaraspor                  | Göztepe SK İzmir                                  |
| 2019 | Beşiktaş JK                                       | Antalyaspor AŞ                                    | Eskişehir HSK                                     |
| 2020 | A koronavírus-járvány miatt nem avattak bajnokot. | A koronavírus-járvány miatt nem avattak bajnokot. | A koronavírus-járvány miatt nem avattak bajnokot. |
| 2021 | Spor Toto Ankara                                  | Beşiktaş JK                                       | Beykoz Belediyesi GSK                             |
| 2022 | Beşiktaş JK                                       | Beykoz Belediyesi GSK                             | Spor Toto Ankara                                  |
| 2023 | Beykoz Belediyesi GSK                             | Sakarya BŞB                                       | Beşiktaş JK                                       |
| 2024 | Beşiktaş JK                                       | Sakarya BŞB                                       | Beykoz Belediyesi GSK                             |
| 2025 | Beşiktaş JK                                       | Bursa Nilüfer Belediye                            | Beykoz Belediyesi GSK                             |

## Lásd még
- Török női kézilabda-bajnokság (első osztály)